# Jelena Dimitrijević
Jelena Dimitrijević (Kruševac, 27. ožujka 1862. – Beograd, 10. travnja 1945.) pisala je krajem 19. i početkom 20. stoljeća, pripadala je grupi postrealista. Njena suvremenica bila je Isidora Sekulić, ali je Jelena Dimitrijević ostala u sjeni zaborava. Danas je gotovo nepoznat pisac. Ona je pisala lirsku poeziju, bavila se putopisima i pismima, pisala pripovijetke i romane.

## Životopis
Jelena Dimitrijević rođena je 1862. godine u Kruševcu. Otac Nikola bio je trgovac, a majka Stamenka bila je kći kneza Milojka iz Aleksinca. U Aleksinac odlazi 1871. tamo završava osnovnu školu i ostaje sve do udaje. Udaje se za mladoga potporučnika Jovana Dimitrijevića i nastanjuje se u Nišu. Kasnije 1898. seli se u Beograd i tamo ostaje do kraja života. Često putuje u Ameriku, Afriku, Aziju.
Sama uči francuski, engleski, ruski, talijanski, grčki, a onda se razvija njen interes za život turskih žena, pa uči i turski. Želja za znanjem pretvorila je Jelenu Dimitrijević u pravog borca za ženska prava, zato je sav njezin život bio neprekidna pobuna žene svjesne svoje snage pobijediti orijentalno nasljeđe, pobijediti balkanski patrijarhalizam u kojem je žena bila onoliko vrijedna koliko joj je rod vrijedio. Svoju borbu za ženska prava ona ističe na specifičan način, prije svega u radu ženskih društava. Bila je 1881. godine najmlađa upravna članica Podružbine Ženskog društva u Nišu. Za vrijeme Balkanskog rata bila je bolničarka, i kasnije upravna članica Kola srpskih sestara.
Najzanimljiviju sliku o njenom životnom angažmanu daju upravo sama njezina dijela. Bila je čest i jako cijenjen gost u domovima uglednih Turkinja u Skoplju, Carigradu, Solunu, Nišu, pa je tako imala prilike da bolje upozna život muslimanki. To iskustvo će kasnije koristiti u svojim djelima. Sve pjesme i putopisi, sva pisma, posvećeni su jednoj jedinoj dominantnoj temi ženi, njenom položaju u društvu i obitelji, njenim osjećajima. Muškarce u lirskim i u proznim radovima spominje uzgred, i samo kao neku vrstu pozadine prema kojoj se oslikava žena. Takva je njezina prva knjiga Pisma iz Niša o haremima, i sva ostala pisma - iz Soluna, Indije, Egipta, Amerike. U proznim djelima ona ističe začuđenost pred očiglednom nepravdom nad ženskim dijelom čovječanstva.
Opis u njenim djelima je slikovit, jasan, i uz opis gotovo uvijek je prisutan ironičan komentar, u njemu se osjeća protest i mali podsmijeh na račun stranaca koje kao civilizirana Europljanka ne može prihvatiti. Vještinom pažljivog promatrača do detalja opisuje dobro čuvane tajne muslimana.
Neka od njenih dijela prevedena su na češki, njemački i ruski.
Umrla je u 83. godini, 10. travnja 1945. godine, i sahranjena kako su novine zabilježile, skoro bez ikoga na pogrebu jer je iz nepoznatih razloga, pogreb bila dva sata ranije nego što je bilo objavljeno. (R. Popović)